# Fulco van Perche
Fulco van Perche (ca. 950 — ca. 1004) was van 980 tot aan zijn dood graaf van Perche.

## Levensloop
Fulco was de vermoedelijk de zoon van heer Rotrud van Nogent.
Hij huwde met Melissende, dochter van heer Godfried I van Châteaudun en Hildegarde van Perche. Na de dood van graaf Hervé II van Perche, de oom van zijn echtgenote, erfde Fulco in de jaren 980 het graafschap Perche. Hij bleef dit besturen tot aan zijn dood omstreeks 1032.
Fulco en zijn echtgenote Melissende kregen volgende kinderen:
- Godfried II (overleden rond 1040), burggraaf van Châteaudun en graaf van Perche.
- Hugo, een van de stamvaders van het Huis Plantagenet.